# César Maluco
César Maluco, właśc. César Augusto da Silva Lemos (ur. 17 maja 1945 w Niterói) – brazylijski piłkarz. Podczas kariery występował na pozycji napastnika.

## Kariera klubowa
Karierę piłkarską César Maluco rozpoczął w 1968 roku w klubie CR Flamengo i grał w nim do 1966 roku. Rok 1967 spędził w SE Palmeiras, z którym sięgnął po Puchar Brazylii. Następny sezon spędził ponownie w CR Flamengo. Z Flamengo wrócił do SE Palmeiras w którym grał do 1974 roku. Z Palmeiras zdobył dwukrotnie mistrzostwo Brazylii – Campeonato Brasileiro w 1972 i 1973 oraz mistrzostwo Stanu São Paulo – Campeonato Paulista w 1972 i 1974. Indywidualnym sukcesem było wywalczenie tytułu króla strzelców Ligi Stanu São Paulo w 1971 roku. Rok 1975 spędził w lokalnym rywalu Corinthians Paulista, po czym przeszedł do Santos FC w 1976 roku. Ostatnie dwa lata kariery (1977–1978 spędził w klubach z Rio de Janeiro:Fluminense FC i Botafogo, gdzie zakończył karierę w 1978 roku.

## Kariera reprezentacyjna
W reprezentacji Brazylii César Maluco zadebiutował 9 czerwca 1968 w wygranym 4-0 meczu przeciwko reprezentacją Urugwaju rozegranym w Rio de Janeiro. Po rozegraniu trzech meczów w 1968 roku na następne mecze w barwach canarinhos musiał czekać do 1974 roku. W 1974 pojechał z reprezentacją na Mistrzostwa Świata rozgrywanych na stadionach RFN. Na mistrzostwach był rezerwowym i nie wystąpił w żadnym meczu. Ostatnim jego występem w reprezentacji był rozegrany 12 maja 1974 mecz przeciwko reprezentacji Paragwaju. Łącznie w reprezentacji César Maluco rozegrał 8 spotkań.